# Neuromedin S
Neuromedin S je neuropeptid sa 36 aminokiselina nađen u mozgu ljudi i drugih sisara. On nastaje u suprahiazmatičnom jezgru hipotalamusa, i srodan je sa neuromedinom U. Smatra se da on učestvuje u regulaciji cirkadijalnog ritma i da deluje kao supresant apetita, kao i regulator oslobađanja nekoliko drugih peptidnih hormona među kojima su vazopresin, Luteinizirajući hormon, i oksitocin.

## Literatura
1. ↑  Mori K, Miyazato M, Ida T, Murakami N, Serino R, Ueta Y, Kojima M, Kangawa K (2005). „Identification of neuromedin S and its possible role in the mammalian circadian oscillator system”. The EMBO Journal. 24 (2): 325—35. PMC 545815 . PMID 15635449. doi:10.1038/sj.emboj.7600526.
2. ↑  Mori K, Miyazato M, Kangawa K (2008). „Neuromedin S: discovery and functions”. Results and Problems in Cell Differentiation. 46: 201—12. PMID 18214396. doi:10.1007/400_2007_054.
3. ↑  Novak CM (2009). „Neuromedin S and U”. Endocrinology. 150 (7): 2985—7. PMC 2703548 . PMID 19549882. doi:10.1210/en.2009-0448.
4. ↑  Peier A, Kosinski J, Cox-York K, Qian Y, Desai K, Feng Y, Trivedi P, Hastings N, Marsh DJ (2009). „The antiobesity effects of centrally administered neuromedin U and neuromedin S are mediated predominantly by the neuromedin U receptor 2 (NMUR2)”. Endocrinology. 150 (7): 3101—9. PMC 2703546 . PMID 19324999. doi:10.1210/en.2008-1772.
5. ↑  Mitchell J, Maguire J, Davenport A (2009). „Emerging pharmacology and physiology of neuromedin U and the structurally related peptide neuromedin S”. British Journal of Pharmacology. 158 (1): 87—103. PMC 2795236 . PMID 19519756. doi:10.1111/j.1476-5381.2009.00252.x.
6. ↑  Sakamoto T, Mori K, Nakahara K, Miyazato M, Kangawa K, Sameshima H, Murakami N (2007). „Neuromedin S exerts an antidiuretic action in rats”. Biochemical and Biophysical Research Communications. 361 (2): 457—61. PMID 17645872. doi:10.1016/j.bbrc.2007.07.036.
7. ↑  Vigo E, Roa J, López M, Castellano JM, Fernandez-Fernandez R, Navarro VM, Pineda R, Aguilar E, Diéguez C, Pinilla L, Tena-Sempere M (2007). „Neuromedin s as novel putative regulator of luteinizing hormone secretion”. Endocrinology. 148 (2): 813—23. PMID 17110433. doi:10.1210/en.2006-0636.
8. ↑  Sakamoto T, Mori K, Miyazato M, Kangawa K, Sameshima H, Nakahara K, Murakami N (2008). „Involvement of neuromedin S in the oxytocin release response to suckling stimulus”. Biochemical and Biophysical Research Communications. 375 (1): 49—53. PMID 18675786. doi:10.1016/j.bbrc.2008.07.124.

## Spoljašnje veze
- Neuromedin+S на 